# Il codice della bellezza
Il codice della bellezza è il primo album in studio del cantautore italiano Samuel, pubblicato il 24 febbraio 2017 dalla Sony Music.

## Tracce
Testi e musiche di Samuel Umberto Romano, eccetto dove indicato.

### Edizione standard
1. La risposta – 3:20
2. Vedrai – 3:41 (musica: Samuel Umberto Romano, Christian Rigano, Riccardo Onori)
3. Rabbia – 3:17 (musica: Samuel Umberto Romano, Michele Canova Iorfida)
4. Il treno – 3:06 (musica: Michele Canova Iorfida, Samuel Umberto Romano)
5. Più di tutto – 3:00 (musica: Lorenzo Cherubini, Michele Canova Iorfida, Samuel Umberto Romano)
6. La statua della mia libertà – 3:05 (testo: Samuel Umberto Romano, Lorenzo Cherubini – musica: Lorenzo Cherubini, Michele Canova Iorfida, Samuel Umberto Romano)
7. Qualcosa – 4:04 (musica: Michele Canova Iorfida, Samuel Umberto Romano)
8. Come una Cenerentola – 3:12 (musica: Michele Canova Iorfida, Samuel Umberto Romano)
9. Voleva un'anima (feat. Jovanotti) – 4:12 (testo: Lorenzo Cherubini, Samuel Umberto Romano – musica: Lorenzo Cherubini, Michele Canova Iorfida, Riccardo Onori, Christian Rigano, Saturnino Celani, Samuel Umberto Romano)
10. La Luna piena – 3:12 (testo: Lorenzo Cherubini – musica: Lorenzo Cherubini, Samuel Umberto Romano, Michele Canova Iorfida)
11. Passaggio ad un'amica – 2:46 (musica: Samuel Umberto Romano, Christian Rigano, Michele Canova Iorfida)
12. Il codice della bellezza – 3:34 (musica: Samuel Umberto Romano, Michele Canova Iorfida)

### Edizione deluxe
1. La risposta – 3:20
2. Vedrai – 3:41 (musica: Samuel Umberto Romano, Christian Rigano, Riccardo Onori)
3. Rabbia – 3:17 (musica: Samuel Umberto Romano, Michele Canova Iorfida)
4. Il treno – 3:06 (musica: Michele Canova Iorfida, Samuel Umberto Romano)
5. Più di tutto – 3:00 (musica: Lorenzo Cherubini, Michele Canova Iorfida, Samuel Umberto Romano)
6. Dea – 3:11 (testo: Samuel Umberto Romano, Enrico Remmert)
7. La statua della mia libertà – 3:05 (testo: Samuel Umberto Romano, Lorenzo Cherubini – musica: Lorenzo Cherubini, Michele Canova Iorfida, Samuel Umberto Romano)
8. Come una Cenerentola – 3:12 (musica: Michele Canova Iorfida, Samuel Umberto Romano)
9. Qualcosa – 4:04 (musica: Michele Canova Iorfida, Samuel Umberto Romano)
10. Niente di particolare – 2:31 (musica: Lorenzo Cherubini, Samuel Umberto Romano, Michele Canova Iorfida)
11. Voleva un'anima (feat. Jovanotti) – 4:12 (testo: Lorenzo Cherubini, Samuel Umberto Romano – musica: Lorenzo Cherubini, Michele Canova Iorfida, Riccardo Onori, Christian Rigano, Saturnino Celani, Samuel Umberto Romano)
12. La Luna piena – 3:12 (testo: Lorenzo Cherubini – musica: Lorenzo Cherubini, Samuel Umberto Romano, Michele Canova Iorfida)
13. Passaggio ad un'amica – 2:46 (musica: Samuel Umberto Romano, Christian Rigano, Michele Canova Iorfida)
14. Il codice della bellezza – 3:34 (musica: Samuel Umberto Romano, Michele Canova Iorfida)

## Formazione
- Samuel – voce, sintetizzatore, programmazione, pianoforte, chitarra acustica, chitarra elettrica, basso (Passaggio ad un'amica), arrangiamenti vocali
- Riccardo Onori – chitarra elettrica, chitarra acustica
- Reggie Hamilton – basso
- Alex Alessandroni Jr. – pianoforte, tastiera, rhodes, basso synth
- Christian "Noochie" Rigano – tastiera, sintetizzatore, programmazione
- Michele Canova Iorfida – sintetizzatore, sintetizzatore modulare, programmazione
- Lorenzo "Jovanotti" Cherubini – voce (Voleva un'anima)
- Saturnino – basso (Voleva un'anima)

## Classifiche
| Classifica (2017) | Posizione massima |
| ----------------- | ----------------- |
| Italia            | 2                 |